# Gemeinde Birawa
Die Gemeinde Birawa (polnisch Gmina Bierawa) ist eine Landgemeinde im Powiat Kędzierzyńsko-Kozielski in der Woiwodschaft Opole in Polen. Der Gemeindesitz ist Birawa (Bierawa). Die Gemeinde ist amtlich zweisprachig, polnisch und deutsch.

## Geografie
Die Gemeinde hat eine Fläche von 119,24 km², davon sind 37 % Flächen für die Landwirtschaft und Infrastruktur und 63 % Waldflächen.

## Ortschaften
In der Gemeinde befinden sich:
Orte mit Schulzenamt:
- Alt Cosel (Stare Koźle)
- Birawa (Bierawa)
- Brzezetz (Brzeźce; ca. 1932–1945 Birken)
- Oderwalde (Dziergowice)
- Goschütz (Goszyce; 1936–1945 Meisenbusch)
- Jakobswalde (Kotlarnia)
- Klein Althammer (Stara Kuźnia)
- Korzonek (Korzonek; 1936–1945: Teichen)
- Libischau (Lubieszów; 1936–1945: Liebenbach)
- Ortowitz (Ortowice; 1936–1945: Rehwalde)
- Sackenhoym (Grabówka)
- Solarnia (Solarnia)

## Bevölkerung
Neben der polnischen Bevölkerung gaben bei der Volkszählung 2002 2010 Personen (24,6 %) die deutsche Nationalität (Volkszugehörigkeit) an. Bei der Volkszählung 2011 lag der prozentuale Anteil der Deutschen bei 17,6 % bzw. 1369 Personen.
| Nationalität  | 2002   | 2002   | 2011(2) | 2011(2) | 2021(2) | 2021(2) |
| Nationalität  | Anzahl | Anteil | Anzahl  | Anteil  | Anzahl  | Anteil  |
| ------------- | ------ | ------ | ------- | ------- | ------- | ------- |
| Deutsch       | 2010   | 24,6 % | 1369    | 17,6 %  | 830     | 10,97 % |
| Polnisch      |        |        |         |         |         |         |
| Schlesisch(1) |        |        |         |         | 1283    | 16,95 % |
| keine Angabe  |        |        |         |         |         |         |

1 = Wird nicht als Nationalität anerkannt.

2 = Mehrfachnennung möglich.

## Politik

### Gemeindevorsteher
An der Spitze der Gemeindeverwaltung steht der Gemeindevorsteher. Seit 2014 war dies Ryszard Gołębowski, der bei der turnusmäßigen Wahl im Oktober 2018 nicht mehr antrat. Stattdessen wurde Krzysztof Ficoń vom Wahlkomitee für die Entwicklung der Gemeinde Birawa im ersten Wahlgang ohne Gegenkandidaten mit 85,4 % der Stimmen gewählt. Er wurde 2024, als er ebenfalls keinen Gegenkandidaten hatte, mit 85,9 % der Stimmen wiedergewählt.

### Gemeinderat
Der Gemeinderat besteht aus 15 Mitgliedern und wird direkt in Einpersonenwahlkreisen gewählt. Die Gemeinderatswahl 2024 führte zu folgendem Ergebnis:
- Wahlkomitee für die Entwicklung der Gemeinde Birawa 53,7 % der Stimmen, 11 Sitze
- Wahlkomitee „Gemeinsam für die Gemeinde Birawa“ 24,7 % der Stimmen, 3 Sitze
- Schlesische Kommunalverwaltung (Deutsche Minderheit) 14,7 % der Stimmen, 1 Sitz
- Wahlkomitee „Ihre Stimme – Ihre Gemeinde“ 6,9 % der Stimmen, kein Sitz

Die Gemeinderatswahl 2018 führte zu folgendem Ergebnis:
- Wahlkomitee für die Entwicklung der Gemeinde Birawa 53,9 % der Stimmen, 9 Sitze
- Wahlkomitee „Gemeinsam für die Gemeinde Birawa“ 34,2 % der Stimmen, 2 Sitze
- Wahlkomitee Deutsche Minderheit 12,0 % der Stimmen, 4 Sitze